# Distillazione catalitica
Il processo di distillazione catalitica è un processo chimico industriale per cui nella stessa apparecchiatura avviene sia l'operazione di distillazione sia il processo di catalisi eterogenea.
Si tratta di un tipo particolare di distillazione reattiva (precisamente la distillazione catalitica corrisponde alla distillazione reattiva eterogenea, mentre l'altra tipologia è la distillazione catalitica omogenea).
Siccome nella distillazione catalitica vengono inglobate due funzioni in una singola apparecchiatura, si risparmia sui costi fissi, in quanto il costo di una sola apparecchiatura è minore rispetto a quello associato a due apparecchiature distinte (reattore e colonna di distillazione). Inoltre si hanno rese più elevate, in quanto il prodotto viene continuamente allontanato, e questo sposta l'equilibrio della reazione per il principio di Le Châtelier-Braun.
La prima colonna di distillazione catalitica fu messa a punto nel 1981 in una raffineria di petrolio a Houston della Charter Oil.

## Tipologie costruttive
Esistono due tipologie di colonne di distillazione catalitica:
- distillazione catalitica a letto fisso (in inglese fixed-bed catalytic distillation o FCD)
- distillazione catalitica per sospensione (in inglese suspension catalytic distillation o SCD)

## Distillazione catalitica a letto fisso
Nella distillazione catalitica a letto fisso la colonna è divisa in più compartimenti (o piatti), come in una normale colonna di distillazione a piatti, ma a differenza di questa su ogni piatto vengono disposti dei "cestelli" che fanno da supporto al catalizzatore (per esempio zeolite).

## Utilizzi
La tecnologia della distillazione catalitica può essere utilizzata per la produzione di:
- metil-t-butil etere (MTBE)[2][3]
- etil-t-butil etere (ETBE)[2][4]
- 1,1-dimetilpropiletere (TAME)[2]
- etilbenzene (EB)[2]
- cicloesanolo[5].

Inoltre la distillazione catalitica può essere sfruttata in impianti di idrogenazione di butadiene, pentadiene e esadiene.

### Brevetti
- (EN) US Patent 5057468 - Catalytic distillation structure, su patentstorm.us. URL consultato il 2 agosto 2021 (archiviato dall'url originale il 21 aprile 2013).
- (EN) Use of catalytic distillation to remove impurities from solvents by hydrogenation, su wipo.org. URL consultato il 2 agosto 2021 (archiviato dall'url originale il 16 aprile 2013).
- (EN) Catalytic distillation process for primary haloalkanes, su faqs.org.